# Conexão da Fé
Conexão da Fé é o jornal que circula todo segundo domingo de cada mês, com noticiário das paróquias Sagrada Família e Nossa Senhora da Paz, da Capela São Maximiliano Kolbe e Nossa Senhora das Graças e das comunidades Sagrada Esperança e Nossa Senhora do Pilar, todas localizadas na região do Mendanha, no bairro de Campo Grande, Zona Oeste do Rio de Janeiro (RJ).
A primeira edição circulou no dia 11 de outubro de 2009. É editado pelo grupo PJM (Por Jesus e Maria), responsáveis pela Pastoral da Comunicação (Pas Com) da Paróquia Sagrada Família; é diagramado no programa Scribus, possui formato A4 e publicado geralmente com quatro páginas.